# Lekkoatletyka na Letnich Igrzyskach Olimpijskich 1956 – bieg na 400 m mężczyzn
Bieg na 400 metrów mężczyzn podczas XVI Letnich Igrzysk Olimpijskich w Melbourne rozegrano 28 (eliminacje i ćwierćfinały) i 29 listopada 1956 (półfinały i finał) na stadionie Melbourne Cricket Ground. Zwycięzcą został reprezentant Stanów Zjednoczonych Charlie Jenkins. Brązowe medale przyznano dwóm zawodnikom: Voitto Hellstenowi z Finlandii i Ardalionowi Ignatjewowi ze Związku Radzieckiego, ponieważ analiza fotokomórki wskazywała, że osiągnęli linię mety w tym samym momencie.

## Rekordy

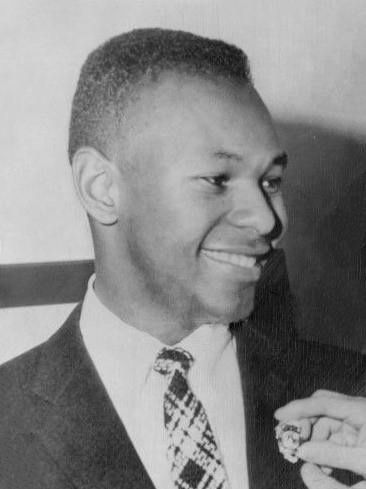
Charlie Jenkins

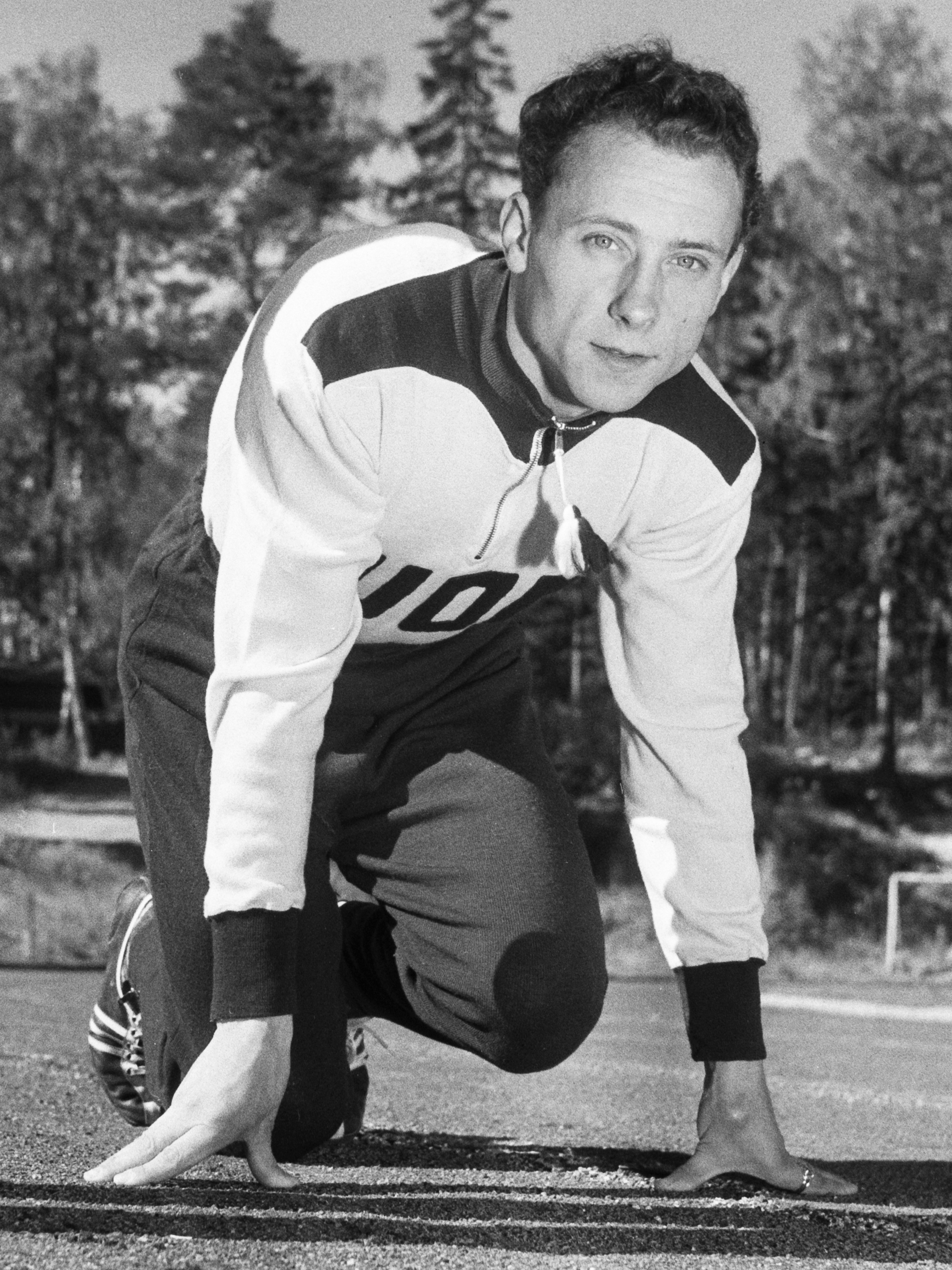
Voitto Hellsten

|                   | Zawodnik      | Narodowość        | Czas | Data                 | Miejsce     |
| ----------------- | ------------- | ----------------- | ---- | -------------------- | ----------- |
| Rekord świata     | Louis Jones   | Stany Zjednoczone | 45,2 | 30 czerwca 1956(dts) | Los Angeles |
| Rekord olimpijski | George Rhoden | Jamajka           | 45,9 | 25 lipca 1952(dts)   | Helsinki    |
| Rekord olimpijski | Herb McKenley | Jamajka           | 45,9 | 25 lipca 1952(dts)   | Helsinki    |

## Wyniki
| Poz. - pozycja |
| – rekord świata \| – rekord krajowy \| – rekord życiowy \| = – wyrównany rekord życiowy \| · – najlepszy wynik w sezonie \| = – wyrównany najlepszy wynik w sezonie \| – rekord olimpijski |
| Fn – falstart \| DNF – nie ukończył \| DNS – nie wystartował \| DSQ – zdyskwalifikowany |

### Eliminacje
Rozegrano osiem biegów eliminacyjnych. Do ćwierćfinałów awansowało po trzech najlepszych zawodników z każdego biegu (Q).

#### Bieg 1
| Poz. | Zawodnik           | Narodowość        | Rezultat | Uwagi |
| ---- | ------------------ | ----------------- | -------- | ----- |
| 1    | Louis Jones        | Stany Zjednoczone | 48,30    | Q     |
| 2    | Murray Cockburn    | Kanada            | 49,07    | Q     |
| 3    | Abdullah Khan      | Pakistan          | 49,19    | Q     |
| 4    | Konstantin Graczow | ZSRR              | 49,58    |       |
| 5    | Beyene Legesse     | Etiopia           | 50,83    |       |
| –    | Kanji Akagi        | Japonia           | DSQ      |       |
| –    | Mike Agostini      | Trynidad i Tobago | DNS      |       |

#### Bieg 2
| Poz. | Zawodnik        | Narodowość         | Rezultat | Uwagi |
| ---- | --------------- | ------------------ | -------- | ----- |
| 1    | Terry Tobacco   | Kanada             | 47,92    | Q     |
| 2    | Jacques Degats  | Francja            | 48,32    | Q     |
| 3    | Jim Lea         | Stany Zjednoczone  | 48,41    | Q     |
| 4    | Bartonjo Rotich | Kolonia Kenii      | 48,90    |       |
| 5    | Jaime Aparicio  | Kolumbia           | 49,14    |       |
| 6    | Pablo Somblingo | Filipiny           | 49,50    |       |
| 7    | Kenneth Perera  | Federacja Malajska | 51,96    |       |

#### Bieg 3
| Poz. | Zawodnik         | Narodowość          | Rezultat | Uwagi |
| ---- | ---------------- | ------------------- | -------- | ----- |
| 1    | Malcolm Spence   | Południowa Afryka   | 47,77    | Q     |
| 2    | Jürgen Kühl      | Niemcy              | 48,74    | Q     |
| 3    | Charlie Jenkins  | Stany Zjednoczone   | 48,82    | Q     |
| 4    | Abebe Hailou     | Etiopia             | 49,18    |       |
| 5    | Abdul Karim Amu  | Protektorat Nigerii | 49,57    |       |
| –    | Jaroslav Jirásek | Czechosłowacja      | DNS      |       |
| –    | Joseph Narmah    | Liberia             | DNS      |       |

#### Bieg 4
| Poz. | Zawodnik            | Narodowość        | Rezultat | Uwagi |
| ---- | ------------------- | ----------------- | -------- | ----- |
| 1    | Voitto Hellsten     | Finlandia         | 48,52    | Q     |
| 2    | Michael Wheeler     | Wielka Brytania   | 49,37    | Q     |
| 3    | Kibet Boit          | Kolonia Kenii     | 49,48    | Q     |
| 4    | Laird Sloan         | Kanada            | 50,18    |       |
| 5    | Somsak Thonf Ar-Ram | Tajlandia         | 53,61    |       |
| –    | Joe Goddard         | Trynidad i Tobago | DNS      |       |
| –    | Alfonso Muñoz       | Kolumbia          | DNS      |       |

#### Bieg 5
| Poz. | Zawodnik                  | Narodowość         | Rezultat | Uwagi |
| ---- | ------------------------- | ------------------ | -------- | ----- |
| 1    | Karl-Friedrich Haas       | Niemcy             | 47,29    | Q     |
| 2    | Graham Gipson             | Australia          | 47,87    | Q     |
| 3    | John Salisbury            | Wielka Brytania    | 47,95    | Q     |
| 4    | Milkha Singh              | Indie              | 49,07    |       |
| –    | Jurij Baszłykow           | ZSRR               | DNS      |       |
| –    | Rubén Guevara             | Kolumbia           | DNS      |       |
| –    | Manikavagasam Harichandra | Federacja Malajska | DNS      |       |

#### Bieg 6
| Poz. | Zawodnik          | Narodowość     | Rezultat | Uwagi |
| ---- | ----------------- | -------------- | -------- | ----- |
| 1    | Ardalion Ignatjew | ZSRR           | 48,69    | Q     |
| 2    | George Kerr       | Jamajka        | 49,74    | Q     |
| 3    | Pierre Haarhoff   | Francja        | 49,99    | Q     |
| 4    | Kamau Wanyoke     | Kolonia Kenii  | 50,74    |       |
| –    | Václav Janeček    | Czechosłowacja | DNS      |       |
| –    | Ilie Savel        | Rumunia        | DNS      |       |
| –    | René Weber        | Szwajcaria     | DNS      |       |

#### Bieg 7
| Poz. | Zawodnik              | Narodowość         | Rezultat | Uwagi |
| ---- | --------------------- | ------------------ | -------- | ----- |
| 1    | Kevan Gosper          | Australia          | 48,07    | Q     |
| 2    | Malcolm Spence        | Jamajka            | 48,31    | Q     |
| 3    | Iván Rodríguez        | Portoryko          | 48,86    | Q     |
| 4    | Gérard Rasquin        | Luksemburg         | 50,76    |       |
| 5    | Abdul Rahim bin Ahmed | Federacja Malajska | 50,94    |       |
| 6    | George Johnson        | Liberia            | 54,8     |       |
| –    | Josef Trousil         | Czechosłowacja     | DNS      |       |

#### Bieg 8
| Poz. | Zawodnik                 | Narodowość        | Rezultat | Uwagi |
| ---- | ------------------------ | ----------------- | -------- | ----- |
| 1    | Peter Higgins            | Wielka Brytania   | 47,98    | Q     |
| 2    | Melville Spence          | Jamajka           | 48,00    | Q     |
| 3    | Jean-Paul Martin du Gard | Francja           | 48,39    | Q     |
| 4    | John Goodman             | Australia         | 48,73    |       |
| 5    | Ajanew Bayene            | Etiopia           | 51,53    |       |
| –    | Horst Mann               | Niemcy            | DNF      |       |
| –    | Edmund Turton            | Trynidad i Tobago | DNS      |       |

### Ćwierćfinały
Rozegrano cztery biegi ćwierćfinałowe. Do półfinałów awansowało po trzech najlepszych zawodników z każdego biegu.

#### Bieg 1
| Poz. | Zawodnik       | Narodowość        | Rezultat | Uwagi |
| ---- | -------------- | ----------------- | -------- | ----- |
| 1    | Louis Jones    | Stany Zjednoczone | 47,42    | Q,    |
| 2    | John Salisbury | Wielka Brytania   | 47,60    | Q     |
| 3    | Iván Rodríguez | Portoryko         | 47,64    | Q     |
| 4    | Terry Tobacco  | Kanada            | 47,79    |       |
| 5    | Jürgen Kühl    | Niemcy            | 48,23    |       |
| –    | Abdullah Khan  | Pakistan          | DNS      |       |

#### Bieg 2
| Poz. | Zawodnik          | Narodowość      | Rezultat | Uwagi |
| ---- | ----------------- | --------------- | -------- | ----- |
| 1    | Ardalion Ignatjew | ZSRR            | 46,88    | Q     |
| 2    | Malcolm Spence    | Jamajka         | 47,42    | Q     |
| 3    | Peter Higgins     | Wielka Brytania | 47,43    | Q     |
| 4    | Graham Gipson     | Australia       | 47,45    |       |
| 5    | Jacques Degats    | Francja         | 48,79    |       |
| 6    | Murray Cockburn   | Kanada          | 49,74    |       |

#### Bieg 3
| Poz. | Zawodnik        | Narodowość        | Rezultat | Uwagi |
| ---- | --------------- | ----------------- | -------- | ----- |
| 1    | Voitto Hellsten | Finlandia         | 46,85    | Q     |
| 2    | Malcolm Spence  | Południowa Afryka | 47,08    | Q     |
| 3    | Melville Spence | Jamajka           | 47,38    | Q     |
| 4    | Pierre Haarhoff | Francja           | 47,82    |       |
| 5    | Jim Lea         | Stany Zjednoczone | 48,33    |       |
| 6    | Kibet Boit      | Kolonia Kenii     | 49,18    |       |

#### Bieg 4
| Poz. | Zawodnik                 | Narodowość        | Rezultat | Uwagi |
| ---- | ------------------------ | ----------------- | -------- | ----- |
| 1    | Kevan Gosper             | Australia         | 46,83    | Q,    |
| 2    | Karl-Friedrich Haas      | Niemcy            | 47,37    | Q     |
| 3    | Charlie Jenkins          | Stany Zjednoczone | 47,63    | Q     |
| 4    | George Kerr              | Jamajka           | 47,79    |       |
| 5    | Michael Wheeler          | Wielka Brytania   | 48,05    |       |
| 6    | Jean-Paul Martin du Gard | Francja           | 48,37    |       |

### Półfinały
Rozegrano dwa biegi półfinałowe. Do finału awansowało po trzech najlepszych zawodników z każdego biegu.

#### Bieg 1
| Poz. | Zawodnik          | Narodowość        | Rezultat | Uwagi |
| ---- | ----------------- | ----------------- | -------- | ----- |
| 1    | Ardalion Ignatjew | ZSRR              | 46,93    | Q     |
| 2    | Malcolm Spence    | Południowa Afryka | 47,27    | Q     |
| 3    | Louis Jones       | Stany Zjednoczone | 47,32    | Q     |
| 4    | Melville Spence   | Jamajka           | 48,58    |       |
| 5    | Peter Higgins     | Wielka Brytania   | 47,65    |       |
| 6    | Iván Rodríguez    | Portoryko         | 47,86    |       |

#### Bieg 2
| Poz. | Zawodnik            | Narodowość        | Rezultat | Uwagi |
| ---- | ------------------- | ----------------- | -------- | ----- |
| 1    | Charlie Jenkins     | Stany Zjednoczone | 46,19    | Q     |
| 2    | Voitto Hellsten     | Finlandia         | 46,20    | Q,    |
| 3    | Karl-Friedrich Haas | Niemcy            | 46,29    | Q     |
| 4    | Kevan Gosper        | Australia         | 46,45    | [ 3 ] |
| 5    | John Salisbury      | Wielka Brytania   | 47,47    |       |
| 6    | Malcolm Spence      | Jamajka           | 47,52    |       |

### Finał
| Poz. | Zawodnik            | Narodowość        | Rezultat |
| ---- | ------------------- | ----------------- | -------- |
| 1    | Charlie Jenkins     | Stany Zjednoczone | 46,86    |
| 2    | Karl-Friedrich Haas | Niemcy            | 47,12    |
| 3    | Voitto Hellsten     | Finlandia         | 47,15    |
| 3    | Ardalion Ignatjew   | ZSRR              | 47,15    |
| 5    | Louis Jones         | Stany Zjednoczone | 48,35    |
| 6    | Malcolm Spence      | Południowa Afryka | 48,40    |